# Сикстен, Фредрик
Све́н Фре́дрик Юха́ннес Си́кстен (швед. Sven Fredrik Johannes Sixten; род. 21 октября 1962, Шёвде, Швеция) — шведский композитор, органист и дирижёр.
В 1989 году Фредрик Сикстен окончил Королевскую высшую музыкальную школу в Стокгольме, где учился композиции у Свена-Давида Сандстрёма. В 1997—2001 годах он работал дирижёром Гётеборгского хора мальчиков. C 2001 года Фредрик Сикстен является главным органистом Кафедрального собора Хёрнесанда.
Как композитор он впервые представлен в песенниках Церкви Швеции 1990-х и 2000-х годов. Его самый большой работой является шведские «Страсти по Марку» (2004), которые являются первой шведской страстной музыкой, и Реквием (2007). Оба сочинения частично основаны на текстах Бенгта Похьянена.
Фредрик Сикстен записал несколько CD. Один из его пяти дисков стал золотым. Его музыка была исполнена на Шведском радио, например, его шведские Страсти по Марку для двух хоров, камерного оркестра и солистов (2004). Видеозапись Мессы в стиле джаз в 1999 году была показана по шведскому телевидению.

## Некоторые сочинения
- 1984 — «Святая Люсия» для хора, солистов и камерного ансамбля
- 1985 — Виолончельная соната для виолончели и фортепиано
- 1997 — Месса в стиле джаз
- 2001 — Месса для человечества для женского хора а капелла
- 2002 — Мария-сюита для женского хора а капелла
- 2004 — Шведские «Страсти по Марку» для двух хоров, солистов и камерного ансамбля
- 2004 — Триптих для органа-соло
- 2006 — Соната для органа (Премьера в Кафедральном соборе Висбю)
- 2007 — «Ave verum corpus» для хора а капелла, записана на 70-летие Стокгольмского хора мальчиков
- 2007 — Stabat Mater для виолончели соло и женского хора (премьера состоялась на SRP2)
- 2007 — Чакона для струнного квартета
- 2007 — Три священных танца для фортепиано, струнного квартета и хора (SSAA)
- 2007 — «Реквием» для хора, солистов и оркестра
- 2009 — Шведская рождественская оратория для сопрано соло, двух хоров и оркестра